# 中村町 (岡崎市)
中村町（なかむらちょう）は、愛知県岡崎市の地名。

## 地理

### 河川
- 安藤川
- 占部川

## 歴史

### 地名の由来
占部郷の中央に位置していたことによるという。

### 人口の変遷
国勢調査による人口および世帯数の推移。
| 1995年（平成7年）  | 131世帯 486人 |  |
| 2000年（平成12年） | 145世帯 501人 |  |
| 2005年（平成17年） | 156世帯 524人 |  |
| 2010年（平成22年） | 154世帯 497人 |  |
| 2015年（平成27年） | 157世帯 506人 |  |
| 2020年（令和2年）  | 159世帯 473人 |  |

### 沿革
- 江戸時代 - 三河国の中村として所在[1]。はじめは額田郡であったが、のちに碧海郡に転属[1]。従来の占部村が分離し、国正村・正名村・定国村・中村となった[1]。
- 1889年（明治22年） - 占部村大字中村となる[1]。
- 1906年（明治39年） - 六ツ美村大字中村となる[1]。
- 1958年（昭和33年） - 六ツ美町大字中村となる[1]。
- 1962年（昭和37年） - 岡崎市中村町となる[1]。

## 交通
- 愛知県道43号岡崎碧南線

## 施設
- 占部天神社
- 永照寺

### WEB
1. ↑  “愛知県岡崎市の町丁・字一覧”.   人口統計ラボ. 2024年3月2日閲覧。
2. 1 2  総務省統計局 (2022年2月10日). “令和2年国勢調査の調査結果(e-Stat) - 男女別人口，外国人人口及び世帯数－町丁・字等” (CSV). 2023年8月2日閲覧。
3. ↑  “愛知県岡崎市の郵便番号一覧”.   日本郵便. 2024年3月2日閲覧。
4. ↑  “市外局番の一覧” (PDF).   総務省 (2022年3月1日). 2022年3月22日閲覧。
5. ↑  “ナンバープレートについて”.   一般社団法人愛知県自動車会議所. 2024年1月21日閲覧。
6. ↑  総務省統計局 (2014年3月28日). “平成7年国勢調査の調査結果(e-Stat) - 男女別人口及び世帯数 －町丁・字等” (CSV). 2021年7月20日閲覧。
7. ↑  総務省統計局 (2014年5月30日). “平成12年国勢調査の調査結果(e-Stat) - 男女別人口及び世帯数 －町丁・字等” (CSV). 2021年7月20日閲覧。
8. ↑  総務省統計局 (2014年6月27日). “平成17年国勢調査の調査結果(e-Stat) - 男女別人口及び世帯数 －町丁・字等” (CSV). 2021年7月21日閲覧。
9. ↑  総務省統計局 (2012年1月20日). “平成22年国勢調査の調査結果(e-Stat) - 男女別人口及び世帯数 －町丁・字等” (CSV). 2021年7月21日閲覧。
10. ↑  総務省統計局 (2017年1月27日). “平成27年国勢調査の調査結果(e-Stat) - 男女別人口及び世帯数 －町丁・字等” (CSV). 2021年7月21日閲覧。

### 書籍
1. 1 2 3 4 5 6 7 8  「角川日本地名大辞典」編纂委員会 1989, p. 958.